# Неллі Ландрі
Неллі Ландрі (фр. Nelly Landry; 28 грудня 1916 — 22 лютого 2010) — колишня французька тенісистка.
Найвищу одиночну позицію світового рейтингу — 7 місце досягла 1946 року.
Перемагала на турнірах Великого шолома в одиночному розряді.

## Фінали турнірів Великого шолома

### Одиночний розряд (1–2)
| Результат | Рік  | Турнір            | Покриття | Суперниця             | Рахунок       |
| --------- | ---- | ----------------- | -------- | --------------------- | ------------- |
| Поразка   | 1938 | Чемпіонат Франції | Ґрунт    | Сімонн Матьє          | 0–6, 3–6      |
| Перемога  | 1948 | Чемпіонат Франції | Ґрунт    | Ширлі Фрай            | 6–2, 0–6, 6–0 |
| Поразка   | 1949 | Чемпіонат Франції | Ґрунт    | Маргарет Осборн Дюпон | 5–7, 2–6      |

### Парний розряд (1 поразка)
| Результат | Рік  | Турнір                               | Покриття | Партнерка   | Суперниці               | Рахунок  |
| --------- | ---- | ------------------------------------ | -------- | ----------- | ----------------------- | -------- |
| Поразка   | 1938 | Відкритий чемпіонат Франції з тенісу | Ґрунт    | Арлетт Арфф | Сімонн Матьє Біллі Йорк | 6–3, 6–3 |

## Часова шкала турнірів Великого шлему в одиночному розряді
| W | Ф | ПФ | ЧФ | #Р | КТ | К# | DNQ | A | NH |

| Турнір               | 1933  | 1934  | 1935  | 1936  | 1937  | 1938  | 1939  | 1940  | 1941—1944 | 1945  | 19461 | 19471 | 1948  | 1949  | 1950  | 1951  | 1952  | 1953  | 1954  | Career SR |
| -------------------- | ----- | ----- | ----- | ----- | ----- | ----- | ----- | ----- | --------- | ----- | ----- | ----- | ----- | ----- | ----- | ----- | ----- | ----- | ----- | --------- |
| Чемпіонат Австралії  |       |       |       |       |       |       |       |       | NH        | NH    |       |       |       |       |       |       |       |       |       | 0 / 0     |
| Чемпіонат Франції    |       | 2р    | 3р    | ЧФ    |       | Ф     |       | NH    | R         |       | ЧФ    |       | П     | Ф     |       |       |       | ЧФ    | ПФ    | 1 / 9     |
| Вімблдонський турнір | 1р    | 2р    | 1р    | 2р    |       |       |       | NH    | NH        | NH    |       |       | ЧФ    | 3р    |       |       | 2р    | 2р    | 2р    | 0 / 9     |
| Чемпіонат США        |       |       |       |       |       |       |       |       |           |       |       |       | 3р    |       |       |       | 1р    |       |       | 0 / 2     |
| SR                   | 0 / 1 | 0 / 2 | 0 / 2 | 0 / 2 | 0 / 0 | 0 / 1 | 0 / 0 | 0 / 0 | 0 / 0     | 0 / 0 | 0 / 1 | 0 / 0 | 1 / 3 | 0 / 2 | 0 / 0 | 0 / 0 | 0 / 2 | 0 / 2 | 0 / 2 | 1 / 20    |

R = турнір обмежувався внутрішнім чемпіонатом Франції й відбувався під німецькою окупацією.
1У 1946 і 1947 роках чемпіонати Франції відбувалися після Вімблдону.